# Sabine Meyer
Sabine Meyer (Crailsheim, Baden-Württemberg, Alemanya, 30 de març de 1959) és una clarinetista clàssica alemanya.

## Biografia[1]
Va començar a estudiar música amb la seva mare, també clarinetista, i més tard amb Otto Hermann a Stuttgart i amb Han Deinzer a Hannover, a la Hochschule für Musik, Theater und Medien (Acadèmia de Música i Teatre), juntament amb el seu germà Wolfgang, també clarinetista, i el seu actual marit, Reiner Wehle.
Va començar la seva carrera com a membre de l'Orquestra Simfònica de la Ràdio de Baviera i de la Filharmònica de Berlín, on la seva contractació va causar una certa controvèrsia, en ser una de les primeres dones contractades per l'orquestra. Herbert von Karajan, director musical de l'orquestra, va contractar Meyer al setembre de 1982, però els músics de l'orquestra van votar en contra d'ella a la conclusió del seu període de prova, per 73 vots a 4. L'orquestra va insistir que la raó era que la seva manera de tocar distorsionava de la dels altres membres de la secció, però altres observadors, incloent-hi Karajan, estaven convençuts de la que la veritable raó era una discriminació de gènere. El 1983, després de nou mesos en ella, Meyer va deixar l'orquestra per esdevenir una clarinetista solista a temps complet.
Sabine Meyer ha tocat amb una llarga llista d'orquestres de tot el món, moltes d'elles de gran prestigi, com ara l'Orquestra Simfònica de Chicago, la Orquestra Simfònica de San Francisco, l'Orquestra Filharmònica de Londres, l'Orquestra Simfònica NHK de Tòquio, l'Orquestra Simfònica de Melbourne, l'Orquestra de la Suïssa Romande, l'Orquestra Simfònica de Toronto, l'Orquestra Filharmònica de Sant Petersburg, l'Orquestra Filharmònica de Viena i l'Orquestra Filharmònica de Berlín.
A la dècada de 1990, Sabine Meyer s'havia convertit en una destacada clarinetista solista, enregistrant amb regularitat exclusivament pel segell EMI. Els seus CDs inclouen un de música francesa per a clarinet i piano amb Oleg Maisenberg, sota el títol de Recital Francés. El juliol de 2007 es va llançar un disc seu de concerts per a clarinet de Ludwig Spohr i Franz Krommer, en col·laboració amb el seu deixeble Julian Bliss.
Meyer i el seu marit tenen dos fills i comparteixen una plaça de professor a la Musikhochschule Lübeck, a Slesvig-Holstein, i viuen a Lübeck (Alemanya).

## Premis i distincions[calcitació]
- 2001: Brahmspreis (Premi Brahms).

## Selecció d'enregistraments[2]
- 1985-1986: Weber: Concert per a clarinet Núm. 1, Concert per a clarinet Núm. 2, Concertino, amb Herbert Blomstedt i la Dresden Staatskapelle, Quintet amb clarinet, amb Jörg Faerber i la Württembergisches Kammerorchester Heilbronn, EMI Classics 7243 5 67989 2 2.
- 1988: Mozart: Quintet per a clarinet, amb el Wiener Streichsextett, EMI Classics 7243 5 67648 2 8.
- 1990: Mozart: Concert per a clarinet, Simfonia concertant en Mi bemoll K.297b, amb Hans Vonk i la Dresden Staatskapelle, EMI Classics 7243 5 66949 2 7.
- 1995: Carl Stamitz: Concert per a clarinet Núm. 1, Concert per a clarinet Núm. 7, Concert per a corno di bassetto, clarinet i fagot, amb Sergio Azzolini (fagot) i Iona Brown, amb l'Acadèmia de St. Martin in the Fields, EMI Classics 7243 5 55511 2 2.
- 1996: A Night at the Opera (fragments d'òpera arranjats per a clarinet), amb Franz Welser-Möst i l'Orquestra de l'Òpera de Zúric, EMI Classics 7243 5 56137 2 1.
- 1999: Mozart: Concert per a clarinet; Debussy Primera Rapsòdia; Takemitsu Fantasma/Cantos, amb Claudio Abbado i la Filharmònica de Berlín, EMI Classics 7243 5 56832 2 9.
- 1999: Brahms: Quintet per a clarinet, amb el Quartet Alban Berg, EMI Classics 7243 5 56759 2 7.
- 2007: Saint-Saëns: sonata per a clarinet; Poulenc: Sonata per a clarinet; Devienne: Sonata per a clarinet Núm. 1; Milhaud: Scaramouche, amb Oleg Maisenberg, EMI Classics 0946 3 79787 2 6.
- 2007: Franz Krommer: Concert per a dos clarinets, amb Julian Bliss; Spohr: Concert per a clarinet Núm. 4, Kenneth Sillito i l'Acadèmia de St. Martin in the Fields, EMI Classics 0946 3 79786 2 7.
- 2007: Nielsen Concert per a clarinet, Quintet de Vent, amb Simon Rattle i la Filharmònica de Berlín, EMI Classics 0946 3 94421 2 6.